# Приключения Питера Симпля
Приключения Питера Симпля  (другие названия: «Пётр Симпель. Приключения мичмана»; «Приключения Питера Симпла»; «Питер Симпл, или Приключения простака») (англ. Peter Simple) — роман о молодом британском гардемарине английского мореплавателя и писателя Фредерика Марриета, опубликованный впервые в 1834 году. События произведения происходят в период Наполеоновских войн, участие в которых принимал некогда сам автор. Первоначально был опубликован частями серии в 1833 году.
Написан в форме автобиографических воспоминаний морского офицера Питера Симпля. Описывает военно-морскую карьеру молодого джентльмена в период британского господства на море в начале 19 века.
Увлекательная история начинается с того , как младший отпрыск, сын священника и предполагаемый наследник влиятельного лорда Привиледжа из значительного аристократического рода, владетельного английского виконта, Питер в 15-летнем возрасте зачислен мичманом на военный фрегат. Одним из ключевых сюжетов романа являются отношения Питера Симпля с различными товарищами по кораблю, которых он встречает, среди них, пожилой офицер, который берёт молодого мичмана под свое крыло и оказывается бесценным в его морском образовании, а также с капитаном, страдающим, среди прочего, синдромом Мюнхгаузена.
Перед ним пройдёт целая череда разнообразнейших персонажей, главный герой будет взят в плен французами, бежит и будет вынужден скрытно выбираться через весь европейский континент. Его ждут повышения по службе, интриги дяди, стремящегося незаконно наследовать титул, абордажные схватки, живописные острова. Всё излагается в реалистичной манере моряка-ветерана, писателя Фредерика Марриэтта.

## Экранизации
В 1957 году по роману был снят телесериал BBC « Приключения Питера Симпла» с Тимоти Бейтсоном в главной роли.